# Martin Emmrich
Martin Emmrich (* 17. prosince 1984, Magdeburk) je německý profesionální tenista. Ve své dosavadní kariéře na okruhu ATP World Tour nevyhrál žádný turnaj. Na challengerech ATP a okruhu Futures získal k září 2011 sedm titulů ve čtyřhře.
Na žebříčku ATP byl nejvýše ve dvouhře klasifikován v říjnu 2009 na 604. místě a ve čtyřhře pak v červenci 2011 na 86. místě. K roku 2011 jej trénoval Karsten Saniter.

## Soukromý život
Jeho otcem je bývalý východoněmecký tenista Thomas Emmrich, který reprezentoval Německou demokratickou republiku a stal se jediným hráčem bývalého státu v historii, jenž byl klasifikován na žebříčku ATP.

## Finále na challengerech ATP a okruhu Futures
| Legenda             |
| ------------------- |
| Challengery (7–4 Č) |

### Čtyřhra: 11 (7–4)
| Stav      | Č. | Datum              | Turnaj          | Povrch    | Spoluhráč          | Finalisté                           | Výsledek             |
| Vítěz     | 1. | 9. listopadu 2009  | Charlottesville | tvrdý (h) | Andreas Siljeström | Dominic Inglot Rylan Rizza          | 6–4, 3–6, [11–9]     |
| Vítěz     | 2. | 14. listopadu 2009 | Knoxville       | tvrdý (h) | Andreas Siljeström | Raven Klaasen Izak van der Merwe    | 7–5, 6–4             |
| Finalista | 1. | 1. května 2010     | Manta           | tvrdý     | Andreas Siljeström | Ryler DeHeart Pierre-Ludovic Duclos | 4–6, 5–7             |
| Finalista | 2. | 6. června 2010     | Fürth           | antuka    | Joseph Sirianni    | Dustin Brown Rameez Junaid          | 3–6, 1–6             |
| Finalista | 3. | 5. září 2010       | Como            | antuka    | Mateusz Kowalczyk  | Frank Moser David Škoch             | 7–5, (2)6–7, [5–10]  |
| Vítěz     | 3. | 12. září 2010      | Genoa           | antuka    | Andre Begemann     | Brian Battistone Andreas Siljeström | 1–6, 7–6(3), [10–7]  |
| Vítěz     | 4. | 3. října 2010      | Cali            | antuka    | Andre Begemann     | Gero Kretschmer Alex Satschko       | 6–4, 7–6(5)          |
| Vítěz     | 5. | 28. listopadu 2010 | Helsinky        | tvrdý (h) | Dustin Brown       | Henri Kontinen Jarkko Nieminen      | 7–6(17), 0–6, [10–7] |
| Finalista | 4. | 5. června 2011     | Nottingham      | tráva     | Dustin Brown       | Colin Fleming Ross Hutchins         | 6–4, (6)6–7, [11–13] |
| Vítěz     | 6. | 26. června 2011    | Marburg         | antuka    | Björn Phau         | Federico del Bonis Horacio Zeballos | 7–6(3), 6–2          |
| Vítěz     | 7. | 3. července 2011   | Helsinky        | antuka    | Andreas Siljeström | Olivier Charroin Stéphane Robert    | 0–6, 6–4, [10–7]     |